# 薩帕雷瓦巴尼亞

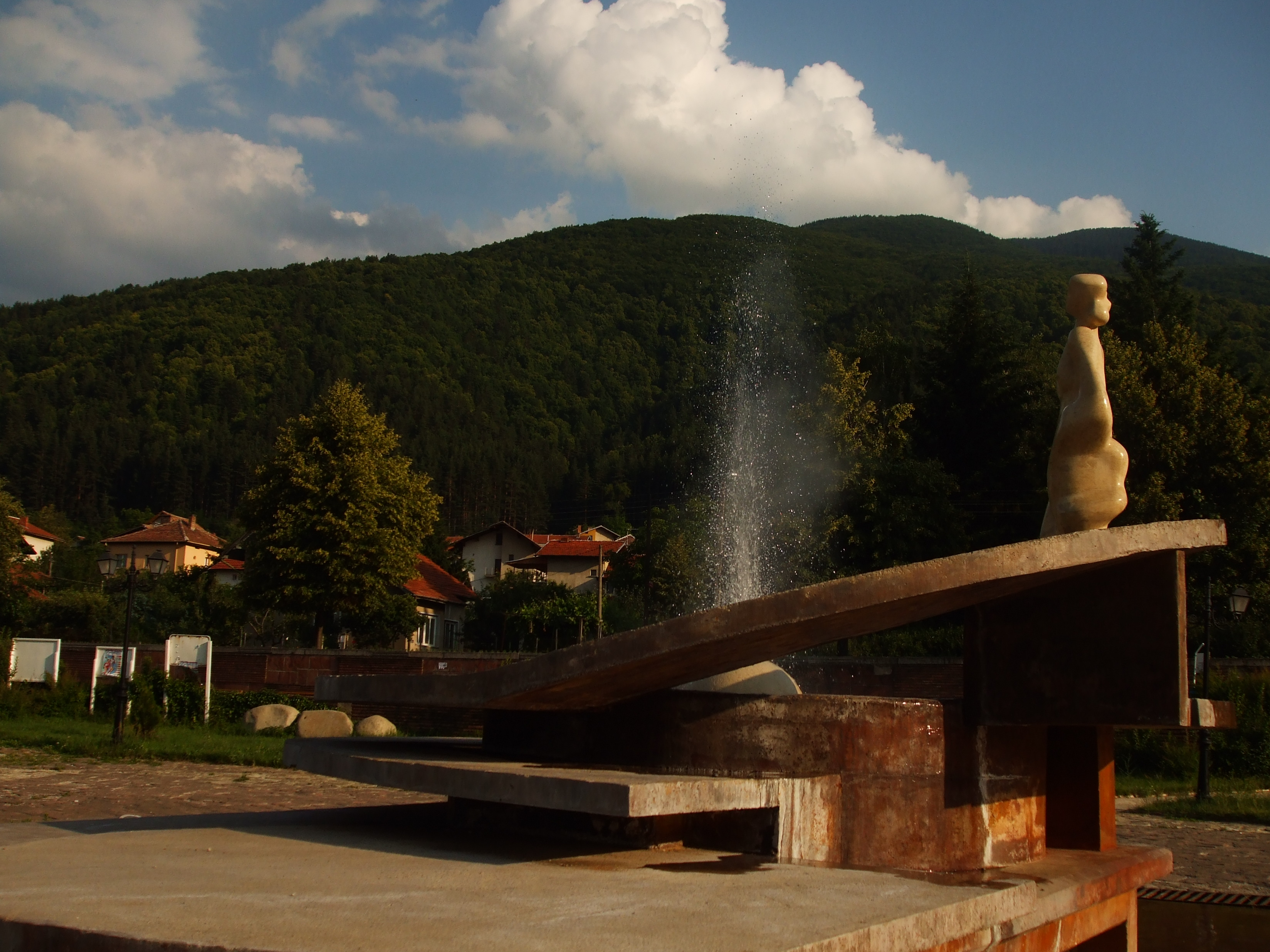

薩帕雷瓦巴尼亞是保加利亞的城鎮，位於該國西部，距離首府丘斯滕迪爾60公里，由丘斯滕迪爾州負責管轄，海拔高度983米，受大陸性氣候影響，2005年人口4,425，居民主要信奉東正教。东罗马帝国名将贝利撒留公元500年左右诞生于此。

## 外部連結
- www.saparevabanya.bg （页面存档备份，存于）, official municipality website
- Sapareva.hit.bg